# مينورو هوندا
مينورو هوندا (باليابانية: 本田実؛ بالكانا: ほんだ みのる) هو عالم فلك ياباني، ولد في 26 فبراير 1913 في توتوري في اليابان، وتوفي في 26 أغسطس 1990.